# Сільва (оперета)
«Сільва» («Княгиня ча́рдашу») (нім. Die Csárdásfürstin) — оперета угорського композитора Імре Кальмана, написана в 1915 році.
Лібрето Лео Штайна (Leo Stein) і Бели Єнбаха (Bela Jenbach) «Хай славиться кохання!». Прем'єра відбулася 17 листопада 1915 року в театрі ім. Йогана Штрауса в Відні.
В українських театрах оперета ставиться в українському перекладі

## Дійові особи
- Сільва Вареску, співачка вар'єте «Орфеум» — сопрано
- князь Леопольд Воляпюк[1] — баритон
- Цецилія, його жінка — сопрано
- Едвін, їх син[2] — тенор/баритон
- графиня Анастасія (Стассі), їхня племінниця — сопрано
- граф Боні Канчіану — тенор
- Феррі — баритон/бас
- Нотаріус

дует Сільви і Едвінаⓘ в українському перекладі, фрагмент

## Екранізації
- «Княгиня чардашу» (1919) — австрійський німий фільм режисера Еміля Ляйде
- «Княгиня чардашу» (1927) — німецько-угорський німий фільм 1927 року Ганнса Шварца
- «Сільва» (1944) — радянський чорно-білий художній фільм Свердловської кіностудії (реж. Олександр Івановський)
- «Княгиня чардашу» (1951) — німецький музичний кінофільм (реж. Ґеорґ Якобі)
- «Королева чардашу» (1971) — німецько-угорська кольорова екранізація оперети (Unitel GabH & Co. KG Munich спільно з Hungaro-Film). Режисер Берт Ґрунд
- «Сільва» (1976) — радянський фільм режисера Наталії Баранцевої
- «Сільва» (1981) — радянський 2-серійний музичний художній телефільм кіностудії «Ленфільм» (реж. Ян Фрід)